# 卡拉塞纳
卡拉塞纳，是西班牙卡斯蒂利亚-莱昂索里亚省的一个市镇。总面积18平方公里，总人口27人（2001年），人口密度2人/平方公里。